# M197
М197 electric cannon — 20-мм трёхствольная электрическая пушка с врящающимся блоком стволов, используемая вооруженными силами Соединенных Штатов.

## Разработка
Электрическая пушка M197 была разработана в первую очередь для использования на боевых вёртолетах армии США. Разработка началась в 1967 году после того, как опыт войны во Вьетнаме показал неэффективность пулемёта M134 Minigun для вертолётов. По сути, M197 представляет собой облегченную версию пушки M61 Vulcan с тремя стволами вместо шести. Его максимальная скорострельность составляет одну четверть от M61, в основном для ограничения его отдачи при использовании на лёгких самолётах и вертолетах. Для стрельбы в М197 используются те же что и для M61 Vulcan боеприпасы калибра 20 мм.

## История
M197 поступила на вооружение более поздних моделей ударных вертолётов AH-1 Cobra с использованием подсистем вооружения M97 или A/A49E-7. Она также был установлена в подфюзеляжной башне лёгкого штурмовика YOV-10D Bronco NOGS Корпуса морской пехоты США. Также является основой артиллерийской установки GPU-2/А, которая включает в себя пушку, батарею и двигатель с электроприводом, а также 300 патронов.
В «Кобре» пушка снабжена магазином на 700 патронов с полной вместимостью, включая подающую систему, на 750 патронов. Имеет скорострельность 730±50 выстрелов в минуту. Стандартной практикой является стрельба из пушки очередями по 30-50 выстрелов. При длительной автоматической стрельбе отдача достаточна для того, чтобы применение циклического движения вперёд для сохранения положения над землёй было недостаточным.
M197 по-прежнему используется в новейших боевых кораблях AH-1W Cobra и AH-1Z Viper. Хотя поворотный привод оружия теоретически считается вполне надежным, его подача боеприпасов была совсем не такой: пилоты морской пехоты первоначально сообщали о тревожно высоком уровне заклинивания (иногда превышающем 30 %). В 2011 была внедрена система бесконтактной подачи, разработанная компанией Meggit Defense Systems. Система способна вместить 650 +/-3 патронов в блоке хранения и примерно 40 патронов в загрузочном лотке.
M197 также устанавливается на итальянском вертолёте Agusta A129 Mangusta CBT с боезапасом в 500 патронов.
M197 также устанавливался на самолёте AU-23A.
XM301 был улучшенным вариантом M197, предназначенным для установки на позже снятый с производства разведывательно-ударный вертолёт RAH-66 Comanche.
Текущим подрядчиком по поставке оружия является General Dynamics Armament Systems.
Иран заявил, что 14 февраля 1986 года во время ирано-иракской войны сбил один иракский истребитель МиГ-21, используя пушку M197, установленную на вертолёт AH-1J International. Пушка также использовалась во время воздушных боев между иранскими AH-1J и иракскими вертолетами (обычно Ми-24 и Газелями).